# Oliver Forster

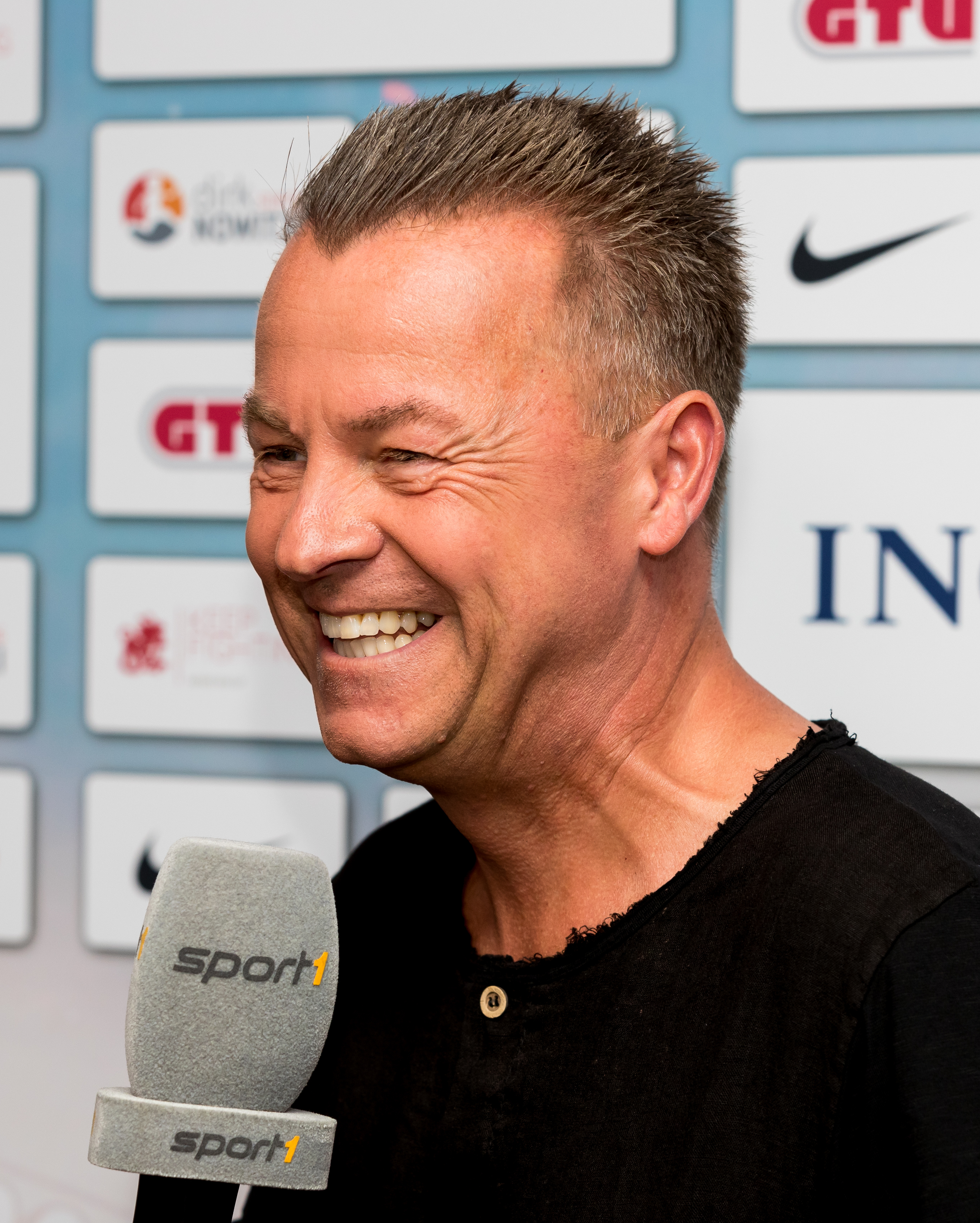
Oliver Forster (2019)

Oliver Forster (* 22. März 1968 in Pforzheim) ist ein deutscher TV-Sportkommentator und -Moderator.

## Werdegang
Nach dem Abitur studierte Forster Politikwissenschaft und Pädagogik an der Universität Stuttgart. Von 1988 bis 1989 war er Praktikant und redaktioneller Mitarbeiter beim Bürgerradio Stuttgart, anschließend bis 1991 Volontär, später redaktioneller Leiter der Sportabteilung bei Stadtradio 107,7 Stuttgart. Bis ins Jahr 2001 war er Leiter der Sportredaktion bei Radio/Tele FFH in Frankfurt am Main. Ab dem Jahr 2000 bis 2006 war er als Kommentator und Moderator für Premiere und als Redakteur für das Deutsche Sportfernsehen (DSF) tätig. Von Juli 2006 bis Juli 2007 war er in gleicher Funktion bei Arena beschäftigt. Bei der Fußball-Europameisterschaft 2008 kommentierte er diverse Spiele für Eurosport. Von 2009 bis 2013 war er für den Fußballsender LIGA total! der Deutschen Telekom aktiv. Zwischen 2013 und 2017 war Forster regelmäßig als Highlight-Kommentator der Fußball-Bundesliga bei Bild.de und dem DSF-Nachfolger Sport1 im Einsatz. Seit Beginn der Rechteperiode 2017 bis 2021 führte Forster diese Tätigkeit bei Sport1 und DAZN fort. Seit 2021 ist Forster in dieser Funktion bei Sport1 im Fernsehen und auf YouTube tätig. Bei Sport1 kommentiert Forster zudem seit Juli 2021 das Zweitliga-Topspiel am Samstag um 20:30 Uhr, aktuell das einzige wöchentliche Free-TV-Livespiel im deutschen Fernsehen. Zudem kommentiert Forster viele weitere Livespiele und ist als Experte unter anderem in den Sendungen Doppelpass und Fantalk tätig. Forster kommentiert ebenso aktuell Begegnungen der UEFA Champions League für den Streaming-Dienst DAZN. Mit Beginn der Saison 2023/24 haben sich MagentaSport und Oliver Forster über eine Zusammenarbeit verständigt. Forster kommentiert hier zusätzlich zu seinen Engagements bei Sport1 und DAZN ausgewählte Partien der 3. Liga.
Eine weitere Aufgabe ist seit 2016 das Engagement von Oliver Forster als Stadionsprecher der deutschen Fußballnationalmannschaft. Dabei begleitet er die Heimspiele des DFB-Teams und der U21-Nationalmannschaft. Zudem ist Forster als Moderator für verschiedene Unternehmen tätig.

### Sonstiges
Oliver Forster wuchs im schwäbischen Mühlacker-Enzberg auf und spielte in seiner Jugend Fußball und Tennis. Er lebt in München.
Forster war die Stimme der Frankfurter Auftaktveranstaltung SkyArena zur Fußball-Weltmeisterschaft 2006. Des Weiteren realisiert er TV-Kampagnen und TV- und Radio-Werbespots.
Ab dem 15. Juni 2013 sollte Forster neuer Leiter Medien- und Öffentlichkeitsarbeit bei Eintracht Frankfurt werden. Der bereits geschlossene Vertrag wurde allerdings wenige Tage vor dem vereinbarten Arbeitsbeginn aufgelöst.